# 历史性妥协
历史性妥协（義大利語：Compromesso storico），又称第三阶段或民主替代，是1970年代意大利天主教民主党和意大利共产党达成的一项历史性政治协议。

## 历史
1973年，意大利共产党总书记恩里科·贝林格在共产主义杂志《复兴》上提出了与天主教民主党建立“民主联盟”的倡议，得到了天主教民主党领导人阿尔多·莫罗的支持。该联盟的呼吁是受到智利阿连德政府被推翻的启发。对贝林格来说，智利的事件证明，资本主义民主国家的马克思主义左翼无法在不与更温和力量建立联盟的情况下执政。1973年智利政变后，意大利共产党与天主教民主党开始合作，最终在1976年形成政治联盟。1976年3月17日，莫罗总理在紧急会议中邀请贝林格与意大利各政党领导人讨论如何避免经济崩溃。这取代了天主教民主党与其他中左翼政党组成的“有机中左”联盟。
贝林格领导的意大利共产党试图与苏联保持距离，并与西班牙共产党、法国共产党一起推动“欧洲共产主义”。
这一妥协在其他中左翼政党中并不受欢迎，如乌戈·拉马尔法领导的意大利共和党和贝蒂诺·克拉克西领导的意大利社会党。天主教民主党右翼领导人朱利奥·安德烈奥蒂也对这项妥协持怀疑态度。
最终，意大利共产党开始对由安德烈奥蒂领导的天主教民主党一党政府提供外部支持。尽管如此，意大利共产党中的一些激进共产主义者抵制该政府。极左翼恐怖主义有所增加，主要由红色旅发动。1978年3月16日，红色旅绑架当时的天主教民主党主席阿尔多·莫罗。经过意大利议会的多次磋商，政府拒绝恐怖分子提出的条件，莫罗于1978年5月9日被杀。妥协继续存在，但已呈现衰退之势。
在1980年天主教民主党第十四次代表大会上，天主教民主党的温和派（“民主倡议”、“多罗西亚”和“新力量”）提出的反共纲领凭借57.7%的选票获胜，而天主教民主党的保守派和朱利奥·安德烈奥蒂领导的“春天”派提出的亲妥协纲领获得42.3%的选票。“多罗西亚”派的弗拉米尼奥·皮科利成为新任天主教民主党书记，妥协随之结束，它被天主教民主党与其他中左翼政党组成的“五党”联盟取代。
1980年11月，贝林格宣布历史性妥协结束。